# 红口榧螺
红口榧螺（学名：Oliva erythrostoma）为榧螺科榧螺属的动物。分布于锡兰、日本、菲律宾以及中国大陆的海南等地，生活环境为海水，主要栖息于细沙质的海底以及水层稍深。